# Brigitte Hirzel
Brigitte Hirzel (* 1965) ist eine ehemalige Schweizer Tischtennis-Nationalspielerin und -funktionärin.

## Leben
Schon im Jugendbereich gewann Brigitte Hirzel bei den Schweizer Meisterschaften zahlreiche Titel.
Im Erwachsenenbereich machte Brigitte Hirzel erstmals Anfang der 1980er Jahre auf sich aufmerksam. Damals spielte sie mit der Damenmannschaft von TTC Wollerau in der Nationalliga A und hatte hier bis Dezember 1983 alle Spiele gewonnen. Ende 1983 nahm sie an der Schweizer Meisterschaft 1983/84 teil. Bei diesem ersten SM-Auftreten gewann sie alle drei Titel, nämlich im Einzel, im Doppel mit Monika Frey und im Mixed mit Stefan Renold. 1985 und 1988 wurde sie nochmals Schweizer Meisterin im Einzel.
Brigitte Hirzel vertrat die Schweiz bei den Europameisterschaften 1980, 1984 und 1988 sowie bei den Weltmeisterschaften 1985 und 1987, kam dabei jedoch nie in die Nähe von Medaillenrängen.
Heute (März 2019) ist Brigitte Hirzel Präsidentin des Tischtennisverbandes Innerschweiz (TTVI).